# 乳糖酶
乳糖酶（英語：lactase）是属于β-半乳糖苷酶家族的一种糖苷水解酶，它参与将属于双糖的乳糖（lactose）水解为两个单糖──半乳糖（galactose）和葡萄糖（glucose）。在人体中，乳糖酶以二聚体形式大量存在于小肠的一类上皮细胞的刷状缘（Brush border）细胞膜中。乳糖酶对于人体消化牛奶中的乳糖是必不可少的；缺乏这种酶就会导致乳糖消化不良。

## 特征
不同来源的乳糖酶催化反应的最适温度和最适pH都有所差别，其中人体中的乳糖酶的最适pH为5.8。

## 相关疾病
- 乳糖不耐症：乳糖不耐症是因為成年的哺乳類體中缺乏乳糖酶基因，無法分解吸收的乳糖，在食用未經發酵的新鮮乳汁，因乳糖酶缺乏或活性低下导致乳糖不耐症，表现为饮奶后出现肠鸣、腹胀、腹痛、排气甚至腹泻等症状，因為腸胃道內細菌會大吃這些乳糖，讓肚子漲氣。反之，能夠耐受乳糖，是因為身上有一種對偶基因，因此在成年後依然持續產生乳糖酶。這類突變的出現與散播，與個人的家族歷史有關。乳糖不耐症在亞洲人中比较常见。哺乳類的幼兒需要特殊的酵素分解乳糖，之後才能加以利用。哺乳類的幼兒能夠製造乳糖酶來解決這個問題。當幼兒長大斷奶之後，乳糖酶便愈來愈少，最後身體不再製造這種酵素，因為沒有需要了。成年動物吃的食物中沒有乳糖。所以，哺乳類在小時候把乳汁中的乳糖當作能量來源，成年後卻通常無法消化乳糖。

## 用途

乳糖酶所催化的反应。

乳糖酶可以从产乳糖酶酵母（Kluyveromyces fragilis和Kluyveromyces lactis）以及一些真菌（如黑曲霉和米曲霉）中提取。

### 商业用途
乳糖酶最主要的商业用途是分解牛奶中的乳糖，以适合罹患乳糖不耐症的人群饮用。冰淇淋的生产中也要用到乳糖酶。这是因为葡萄糖和半乳糖的甜度比乳糖本身高，使用乳糖酶使得冰淇淋具有更好的口感；另一个原因是乳糖酶在冰淇淋的低温下会结晶，而其分解产物则可以保持液态，使得冰淇淋具有光滑的质地。乳糖酶还被用于将乳清转化为糖浆。

### 实验室用途
在分子生物学实验中，乳糖酶被用于对含有质粒的大肠杆菌或其他细菌进行蓝白斑筛选，以获得带有正确质粒的克隆。